# Gesù e Maria
Gesù e Maria ou Igreja de Jesus e Maria é uma igreja barroca localizada na Via del Corso, no rione Campo Marzio, no centro de Roma, Itália. Ela está bem em frente de outra igreja barroca, San Giacomo in Augusta. Apesar de ser conhecida apenas como Gesù e Maria, seu nome correto é Santi Nomi di Gesù e Maria ou Igreja dos Santos Nomes de Jesus e Maria.
Ela foi transformada em uma diaconia pelo papa Paulo VI em 1967 com o nome de Santíssimos Nomes de Jesus e Maria na Via Lata (em italiano:  Santissimi Nomi di Gesù e Maria in Via Lata), o nome antigo da Via del Corso. O atual cardeal-diácono protetor da igreja é Luigi de Magistris.

## História
A igreja foi construída inicialmente para a ordem dos agostinianos descalços em 1633 com base num projeto de Carlo Buzio (conhecido também como Carlo Milanese). A atribuição da obra ao homônimo mais famoso, Carlo Maderno, não se sustenta pelas evidências históricas. A estrutura foi completada em 1635 e o edifício foi consagrado no ano seguinte aos nomes de Jesus e Maria (veja Santo Nome de Jesus).
Posteriormente, o arquiteto Carlo Rainaldi foi encarregado de projetar a fachada simples em travertino (1671–1674) e o ricamente decorado interior barroco, incluindo o altar-mor. Entre 1678 e 1690, a cara e ornada decoração interior em mármore foi instalada sob o patrocínio de Giorgio Bolognetti, bispo de Rieti.
Do século XVIII até o XIX, a igreja foi servida pelos jesuítas

## Interior
A abóbada e a peça-de-altar principal, uma "Coroação da Virgem" (1679), são obras de Giacinto Brandi. Os estuques são de Gramignoli e Monsu Michele Maglia. A entrada da igreja para a sacristia está decorada por afrescos de Giovanni Lanfranco. Outras pinturas na sacristia são do padre Matteo di San Alessio, de Palermo. A peça-de-altar , "Esmolas de São Tomás de Villanova", é de Felice Ottini.
Do lado esquerdo da nave (norte) estão as capelas dedicadas a São Tomás de Villanova, com pinturas de Ottini, São José e a Nossa Senhora Auxiliadora, que abriga os monumentos funerários de Ercole e Luigi Bolognetti, irmãos do bispo Giorgio Bolognetti, cujo próprio monumento está mais adiante na nave. Do lado direito estão as capelas dedicadas a Crucificação (com estátuas de Francesco Aprile), São Nicolau de Tolentino (tela de Basilio Francese ou Giovanni Carbone) e Santa Ana, onde está "Santo Antônio Abade", de Girolamo Pesci. Deste lado estão os monumentos funerários de Pietro e Francesco Bolognetti (de Pietro Cavallini, 1681) e de Mario Bolognetti (de Francesco Aprile).
Perto da entrada, os primeiros monumentos funerários à direita são para os membros da família Corno, incluindo Giulio del Corno, de Ercole Ferrata e Domenico Guidi, pupilos de Bernini.

## Galeria

Imagens da igreja
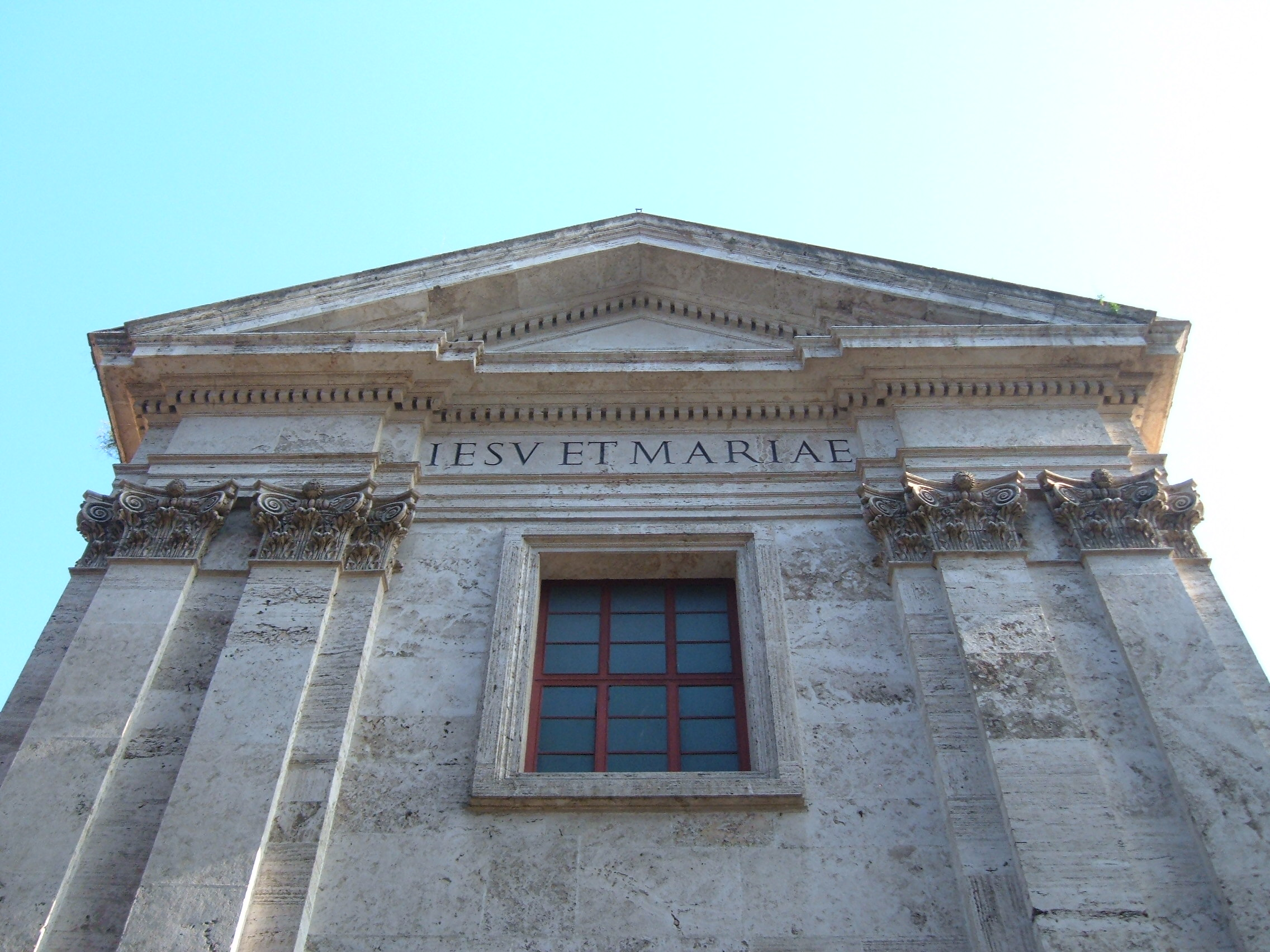
Detalhe da fachada
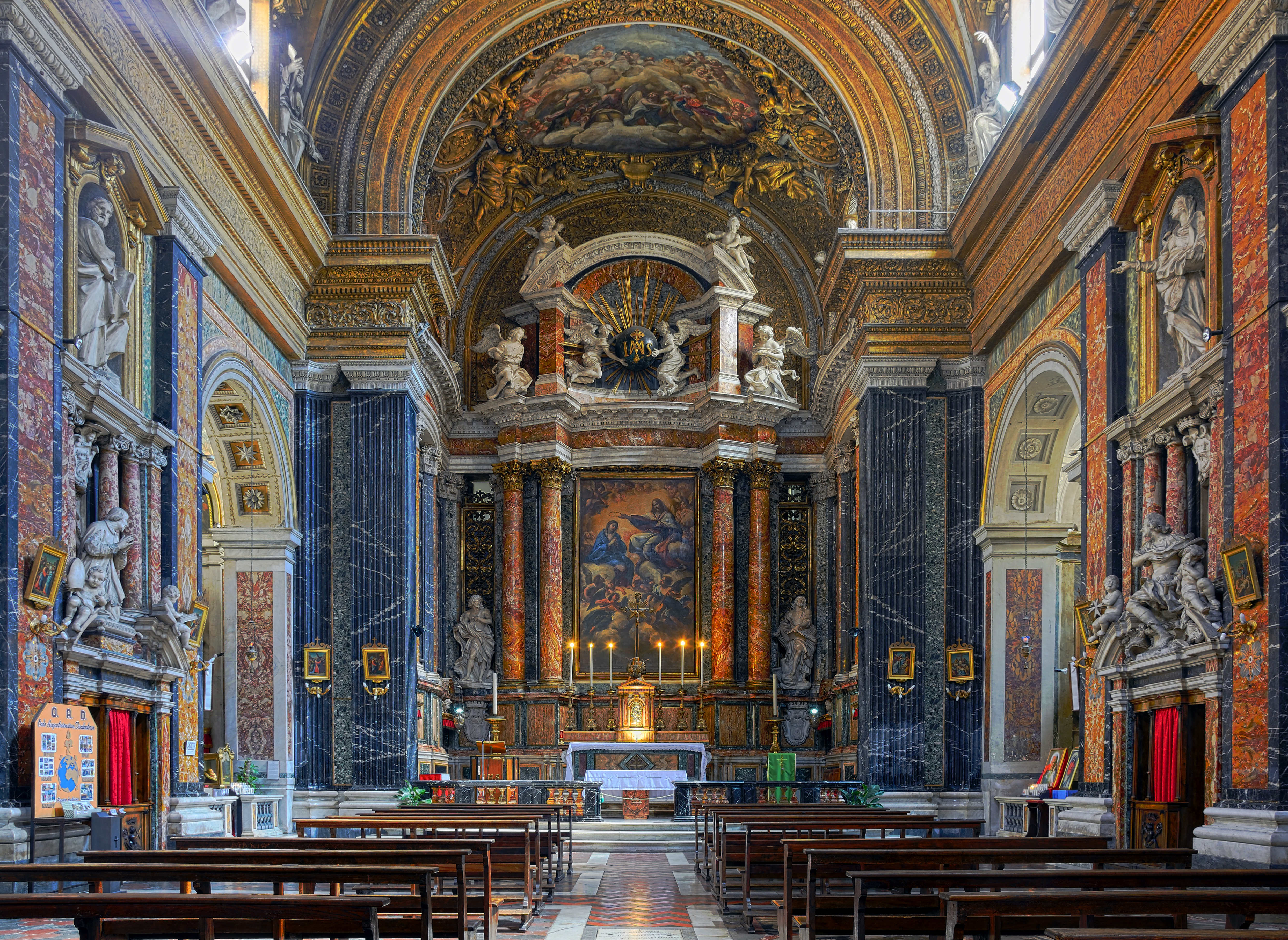
Vista do interior
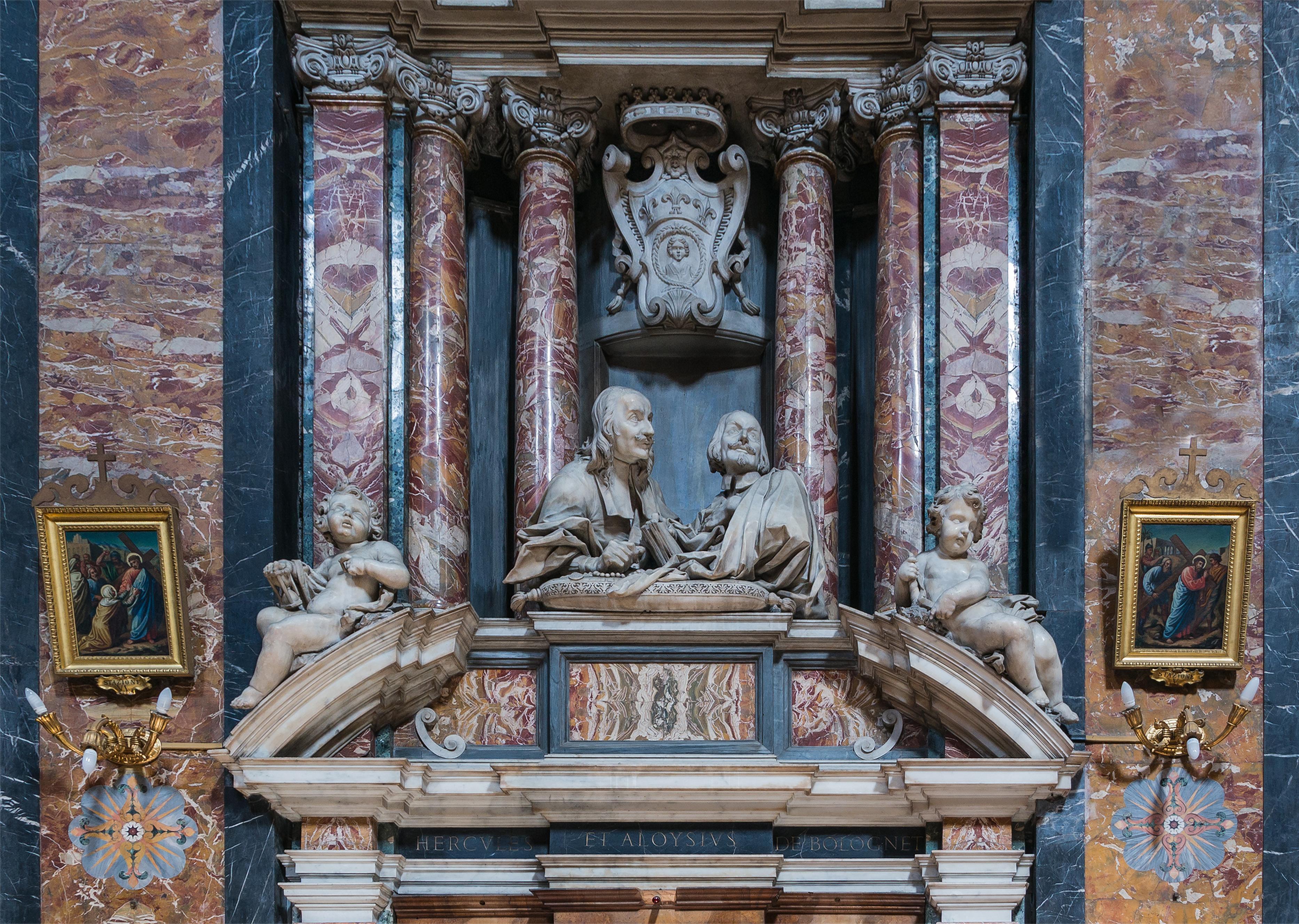
Hercules e Aloísio Bolognetti, de Carlo Rainaldi
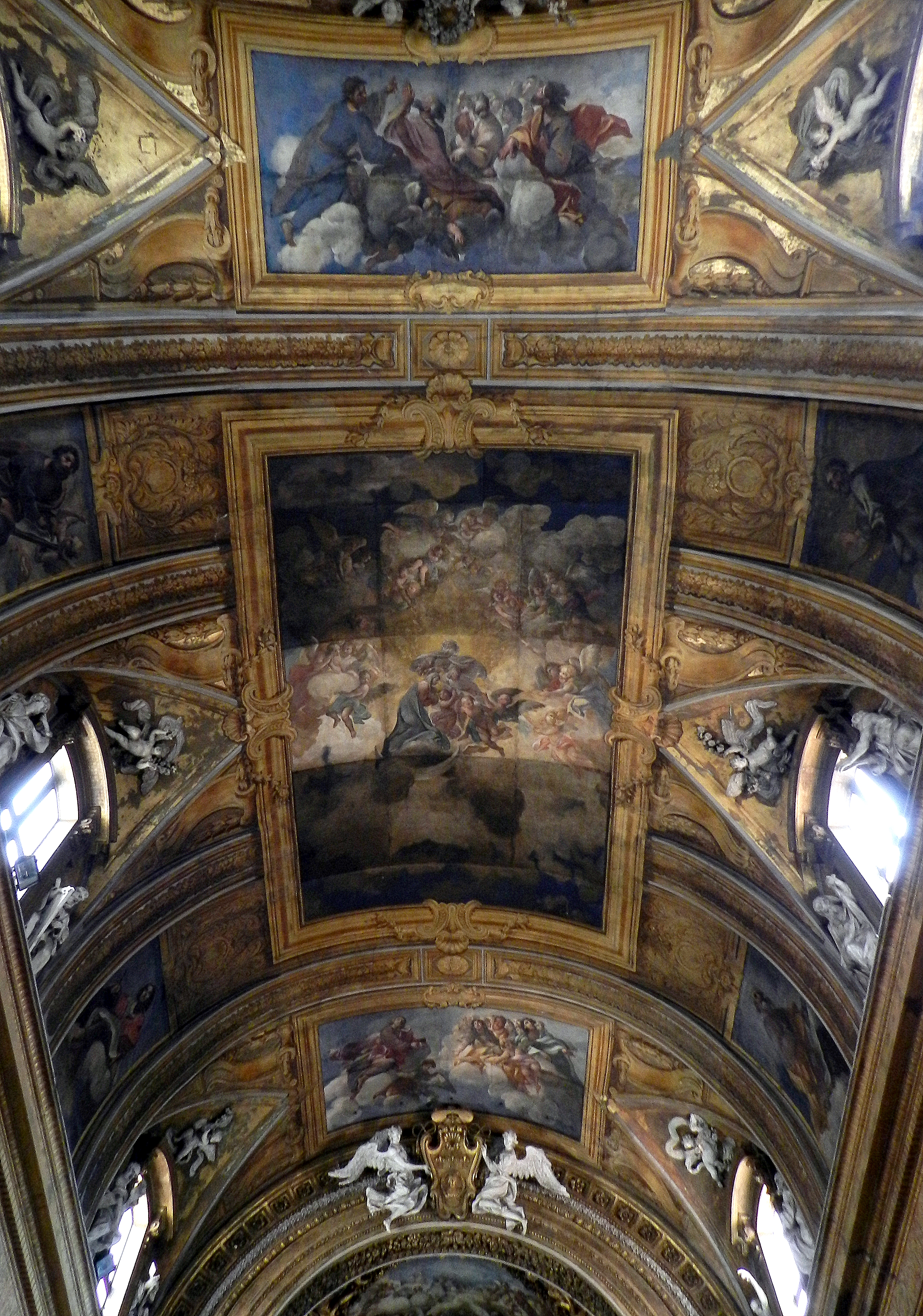
Teto
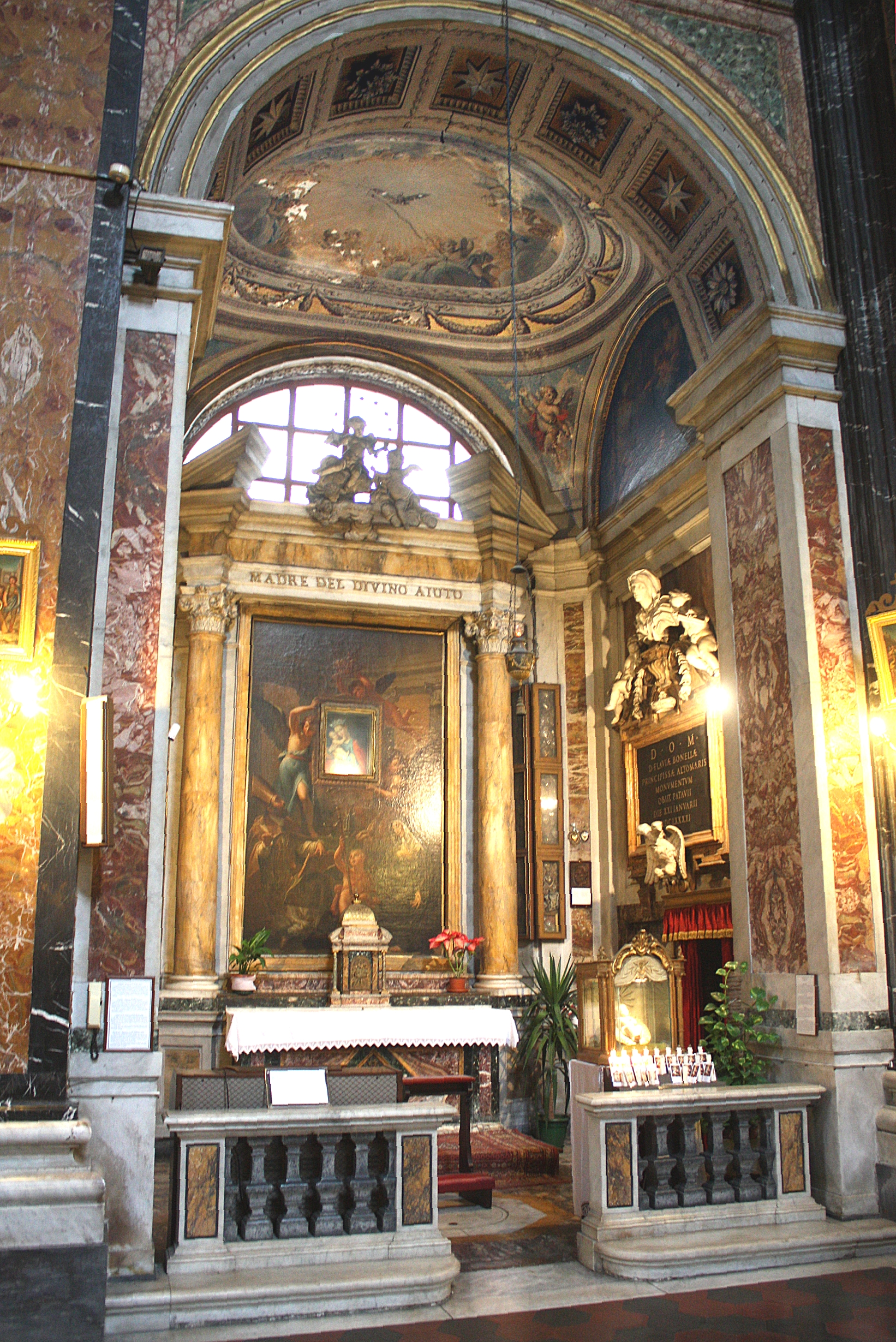
Capela de Nossa Senhora Auxiliadora